# Glyphostomella
Glyphostomella es un género de foraminífero bentónico de la familia Bradyinidae, de la superfamilia Endothyroidea, del suborden Fusulinina y del orden Fusulinida. Su especie tipo es Ammochilostoma? triloculina. Su rango cronoestratigráfico abarca desde el Westphaliense (Carbonífero superior) hasta el Cisuraliense (Pérmico inferior).

## Discusión
Clasificaciones más recientes incluyen Glyphostomella en la superfamilia Bradyinoidea, del suborden Endothyrina, del orden Endothyrida, de la subclase Fusulinana y de la clase Fusulinata.

## Clasificación
Glyphostomella incluye a las siguientes especies:
- Glyphostomella casteri †
- Glyphostomella holdenvillensis †
- Glyphostomella triloculina †